# Gutenberg an der Raabklamm
Gutenberg an der Raabklamm is een voormalige gemeente in de Oostenrijkse deelstaat Stiermarken, die deel uitmaakte van het district Weiz. Ze bestond uit de ortschaften Garrach en Kleinsemmering.
De gemeente Gutenberg an der Raabklamm telde in 2014 1755 inwoners. In 2015 fuseerde ze bij een herindeling met Stenzengreith, waarbij de nieuwe gemeente Gutenberg-Stenzengreith werd gevormd.
Albersdorf-Prebuch
· Anger
· Birkfeld
· Fischbach
· Fladnitz an der Teichalm
· Floing
· Gasen
· Gersdorf an der Feistritz
· Gleisdorf
· Gutenberg
· Hofstätten an der Raab
· Ilztal
· Ludersdorf-Wilfersdorf
· Markt Hartmannsdorf
· Miesenbach bei Birkfeld
· Mitterdorf an der Raab
· Mortantsch
· Naas
· Passail
· Pischelsdorf am Kulm
· Puch bei Weiz
· Ratten
· Rettenegg
· Sankt Kathrein am Hauenstein
· Sankt Kathrein am Offenegg
· Sankt Margarethen an der Raab
· Sankt Ruprecht an der Raab
· Sinabelkirchen
· Strallegg
· Thannhausen
· Weiz
- Gemeinsame Normdatei: 4553868-2
- Virtual International Authority File: 240086928